# Donghae-myeon, Pohang
Donghae-myeon (koreanska: 동해면)  är en socken i staden Pohang i provinsen Norra Gyeongsang i den östra delen av Sydkorea, 280 km sydost om huvudstaden Seoul. Den ligger i det södra stadsdistriktet, Nam-gu. 
En del av Pohang Airport, bland annat terminalbyggnaden, ligger i Donghae-myeon.